# Catania Beach Soccer Femminile
L'Associazione Sportiva Dilettantistica Catania Beach Soccer è la prima squadra di beach soccer femminile di Catania.
È una sezione del Catania Beach Soccer.

## Storia
Fondata nel 2016, perde la finale scudetto contro il Terracina Femminile dopo aver partecipato alla Euro Winners Cup (l'equivalente dell'UEFA Champions League del calcio).

## Cronistoria

### Sponsor
Di seguito l'elenco dei fornitori tecnici e degli sponsor ufficiali del Catania Beach Soccer.
- 2016-oggi DomusBet.It

### Allenatori
Di seguito l'elenco di alcuni allenatori del Catania Beach Soccer.
- 2016-oggi  Marilena Guerreggiante

## Rosa 2016

### Altri piazzamenti
- Campionato di serie A

secondo posto: 2016